# بمباران ۱۹۸۶ لیبی توسط ایالات متحده آمریکا
بمباران ۱۹۸۶ لیبی توسط ایالات متحده آمریکا، با نام عملیاتی عملیات الدورادو کانیون شامل حملات هوایی ایالات متحده علیه لیبی در روز سه شنبه ۱۵ آوریل۱۹۸۶ بود. این حمله توسط نیروی هوایی، نیروی دریایی و تفنگداران دریایی ارتش ایالات متحده آمریکا از طریق حملات هوایی، به تلافی بمب‌گذاری ده روز قبل در دیسکوتک برلین غربی انجام شد. گزارش شده است که ۴۰ تلفات لیبیایی و یک هواپیمای آمریکایی سرنگون شده است. یکی از قربانیان ادعا کرده در لیبی مربوط به یک نوزاد دختر بود که گزارش شده بود دختر معمر قذافی، حنا قذافی بوده است. با این حال، تردیدهایی وجود دارد که آیا او واقعاً کشته شده است یا واقعاً وجود داشته است.

## ریشه‌ها

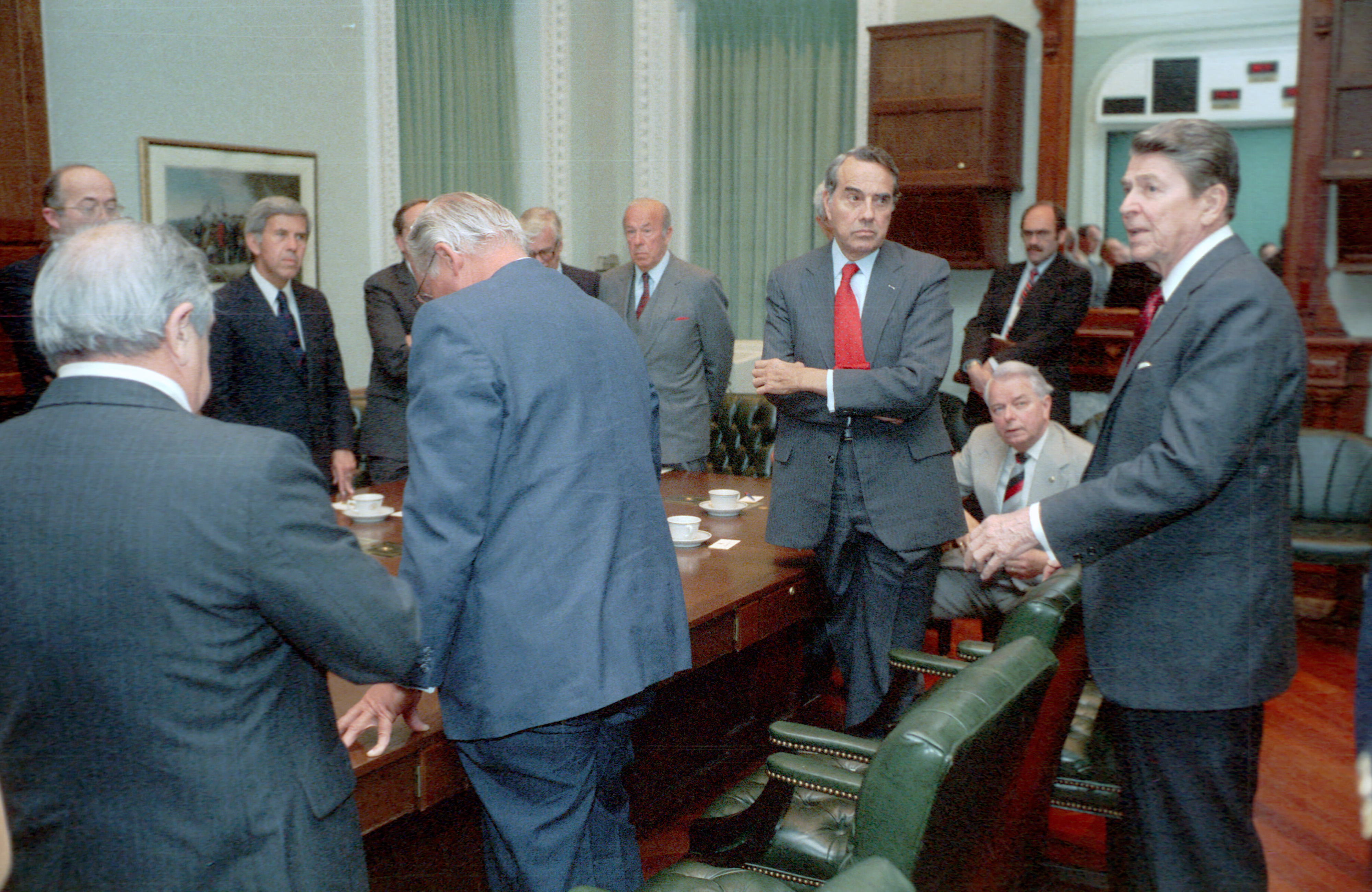
پرزیدنت ریگان با رهبران دو حزبی کنگره دربارهٔ اعتصاب مشورت می‌کند

لیبی مدت کوتاهی پس از تحلیف رئیس‌جمهور رونالد ریگان در سال ۱۹۸۱ اولویت بالایی داشت. معمر قذافی رهبر لیبی به شدت مخالف اسرائیل بود و از سازمان‌های مبارز در سرزمین‌های فلسطین و سوریه حمایت می‌کرد. گزارش‌هایی مبنی بر تلاش لیبی برای تبدیل شدن به یک قدرت هسته ای وجود داشت و اشغال چاد توسط قذافی که غنی از اورانیوم بود، نگرانی عمده‌ای برای ایالات متحده بود. جاه طلبی‌های قذافی برای ایجاد فدراسیونی از کشورهای عربی و مسلمان در شمال آفریقا برای منافع ایالات متحده نگران کننده بود. علاوه بر این، الکساندر هیگ، وزیر امور خارجه وقت آمریکا، می‌خواست اقدامات پیشگیرانه‌ای علیه قذافی انجام دهد، زیرا به ادعای آمریکا، قذافی از عوامل سابق آژانس اطلاعات مرکزی (سیا) برای کمک به ایجاد اردوگاه‌های تروریستی (به ویژه ادوین پی ویلسون و فرانک ای ترپیل) استفاده کرده بود (ویلسون در سال ۲۰۰۳ تبرئه شد).
پس از حملات دسامبر ۱۹۸۵ رم و فرودگاه وین، که ۱۹ کشته و حدود ۱۴۰ زخمی برجای گذاشت، قذافی نشان داد که تا زمانی که دولت‌های اروپایی از عملیات ضد قذافی حمایت کنند، به حمایت از جناح ارتش سرخ، بریگادهای سرخ و ارتش جمهوری‌خواه ایرلند ادامه خواهد داد.
پس از سال‌ها درگیری‌های گاه به گاه با لیبی بر سر ادعای ارضی لیبی بر خلیج سدره، ایالات متحده به فکر حمله نظامی به اهدافی در سرزمین اصلی لیبی افتاد. در مارس۱۹۸۶، ایالات متحده،۱۲ مایل دریایی (۲۲ کیلومتر؛ ۱۴ مایل) محدود به آبهای سرزمینی طبق قوانین بین‌المللی، یک گروه ضربت حامل به منطقه اعزام شد. لیبی در ۲۴ مارس با مانورهای متقابل تهاجمی پاسخ داد که منجر به درگیری دریایی در خلیج سدره شد.
در ۵ آوریل ۱۹۸۶، عوامل لیبیایی کلوپ شبانه "La Belle"را در برلین غربی بمباران کردند که منجر به کشته شدن سه نفر، از جمله یک نظامی آمریکایی، و مجروح شدن ۲۲۹ نفر شد. آلمان غربی و ایالات متحده رونوشت‌های کابلی را از عوامل لیبیایی در آلمان شرقی که در این حمله دست داشتند به دست آوردند.
اطلاعات دقیق‌تر سال‌ها بعد، زمانی که آرشیو استاسی توسط آلمان متحد مورد بررسی قرار گرفت، بازیابی شد. عوامل لیبیایی که این عملیات را از سفارت لیبی در آلمان شرقی انجام داده بودند، در دهه ۱۹۹۰ توسط آلمان شناسایی و تحت تعقیب قرار گرفتند.

## آماده‌سازی
مأموریت حمله علیه لیبی در اکتبر ۱۹۸۵ با تمرینی انجام شده بود که در آن بیستمین TFW مستقر در پایگاه هوایی سلطنتی هایفورد آپر در بریتانیا که مجهز به F-111 Es بود، دستور فوق سری برای انجام یک مأموریت حمله شبیه‌سازی شده دریافت کرد. در ۱۸ اکتبر، با ده F-111 Es مجهز به هشت بمب تمرینی ۵۰۰ پوندی، علیه یک فرودگاه شبیه‌سازی شده واقع در نیوفاندلند، کانادا در جنوب سی‌اف‌بی گوس بی. این مأموریت به عنوان عملیات گاست ریدر تعیین شد. این مأموریت تمرینی کامل برای حمله دوربرد علیه لیبی بود. این مأموریت با موفقیت به پایان رسید، به استثنای یک هواپیما که همه بمب‌های هشت‌گانه خود به جز یکی را روی یکی از قفسه‌های بال خود آویزان کرده بود. درس‌های آموخته شده به 48th TFW منتقل شد که به مدل‌های جدیدتر "F" F-111 مجهز بود.
عناصر گروه تاکتیکی مخفی 4450 (USAF) برای انجام مأموریت ضربتی علیه لیبی در حالت آماده باش قرار گرفتند. بیش از ۳۰ فروند F-117 قبلاً به فرماندهی هوایی تاکتیکی (USAF) تحویل داده شده بود و از فرودگاه تونوپا تست رنج در نوادا در حال عملیات بودند. فرماندهان در پایگاه‌های شمال آفریقا/دریای مدیترانه هیچ چیز در مورد توانایی‌های F-117 یا حتی وجود این هواپیما نمی‌دانستند. در عرض یک ساعت پس از پرتاب برنامه‌ریزی شده F-117s، وزیر دفاع از ترس به خطر افتادن این هواپیمای مخفی و برنامه توسعه آن، مأموریت رادارگریز را پاکسازی کرد. این حمله هوایی با هواپیماهای متعارف نیروی دریایی آمریکا و نیروی هوایی آمریکا انجام شد. F-117 قبل از اینکه در سال ۱۹۸۸ رونمایی شود و در پوشش رسانه‌ای عملیات طوفان صحرا به طور برجسته‌ای در پوشش رسانه‌ای قرار گیرد، برای چندین ماه دیگر برای جهان کاملاً ناشناخته باقی می‌ماند.
برای حمله به لیبی، فرانسه، اسپانیا، و ایتالیا آمریکا از حق پرواز بر فراز و همچنین استفاده از پایگاه‌های قاره اروپا محروم شدض، و بخش نیروی هوایی مجبور شد در اطراف فرانسه و اسپانیا، بر فراز پرتغال و از طریق این کشور پرواز کند. تنگه جبل‌الطارق، اضافه شدن ۱۳۰۰مایل (۲۱۰۰کیلومتر) از هر طرف و نیاز به سوخت‌گیری‌های هوایی متعدد دارد. رد فرانسه به تنهایی ۲۸۰۰ اضافه کرد کیلومتر فرانسوا میتران، رئیس‌جمهور فرانسه، مجوز پرواز را رد کرد، زیرا ایالات متحده به اقدام محدود در لیبی علاقه داشت، در حالی که فرانسه بیشتر علاقه‌مند به اقدام بزرگی بود که قذافی را از قدرت کنار بزند. یکی دیگر از عوامل تصمیم فرانسه، شکست ایالات متحده در آخرین لحظه در شرکت در حمله هوایی تلافی‌جویانه به مواضع ایران پس از بمباران پادگان بیروت در سال ۱۹۸۳ بود.

## اهداف

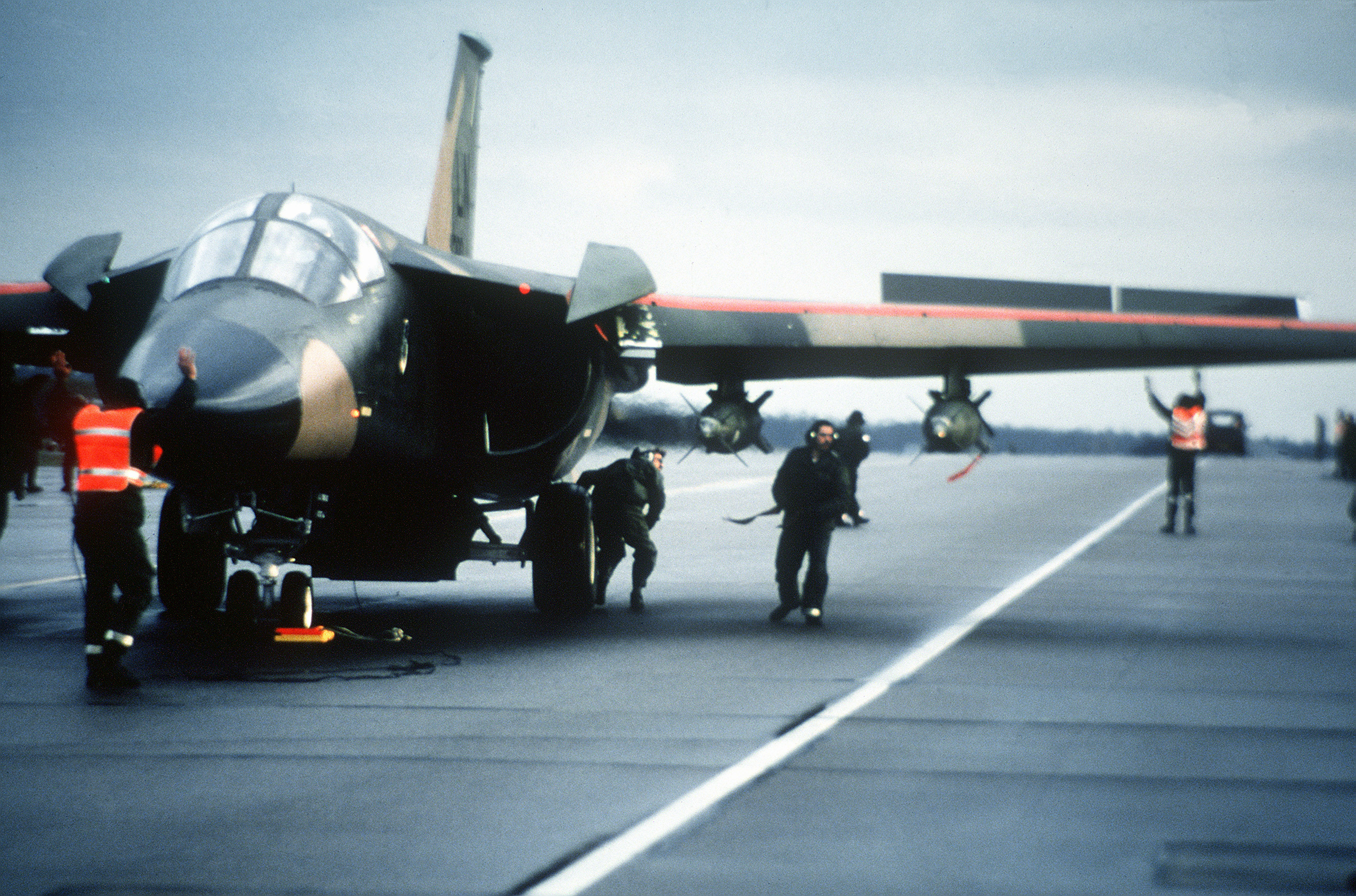
خدمه زمینی یک هواپیمای جنگنده تاکتیکی 48 F-111F را برای حمله هوایی به لیبی آماده می‌کنند.

رونالد ریگان پس از چندین روز بی‌ثمر از ملاقات با کشورهای اروپایی و عرب و تحت تأثیر کشته شدن یک نظامی آمریکایی، در ۱۴ آوریل دستور حمله هوایی به اهداف لیبیایی زیر را صادر کرد:
- پادگان باب العزیزیه در طرابلس مرکز فرماندهی و کنترل قذافی برای عملیات برون مرزی
- مورات سیدی بلال در طرابلس یک اردوگاه آموزشی برای کماندوهای نیروی دریایی و قورباغه‌های رزمی
- فرودگاه بین‌المللی میتیگا مورد استفاده توسط حمل و نقل ایلیوشین ایل-۷۶
- پادگان گارد جماهیریه در بنغازی یک ستاد فرماندهی و کنترل جایگزین برای عملیات برون مرزی، و حاوی یک انبار برای ذخیره قطعات میگ
- فرودگاه بین‌المللی بنینا به عنوان پایگاهی برای دفاع از جنگنده‌ها استفاده می‌شود

## نیروی ضربت
در میان هواپیماهای تاکتیکی عملیاتی ایالات متحده، فقط جنرال دینامیک اف-۱۱۱ و آ-۶ اینترودر توانایی حمله در شب را با دقت لازم داشتند. اگرچه F-111ها باید از پایگاه‌های دور پرواز کنند، اما آنها برای موفقیت مأموریت ضروری بودند، زیرا هجده A-6 موجود در یواس‌اس کورال سی (سی‌وی-۴۳) و یواس‌اس آمریکا (سی‌وی-۶۶) نمی‌توانست بمب‌های کافی را حمل کند تا به‌طور همزمان به پنج هدف انتخاب شده آسیب مورد نظر را وارد کند.
بیست و هشت مک‌دانل داگلاس کی‌سی-۱۰ اکستندر و بوئینگ کی‌سی-۱۳۵ استراتوتانکرکمی بعد از ساعت 19:00 در ۱۴ آوریل از فرودگاه نیروی هوایی سلطنتی میلدنهال و فرودگاه نیروی هوایی سلطنتی فیرفورد به پرواز درآمدند. این تانکرها چهار عملیات سوخت‌گیری بی‌صدا را بیش از ۶٬۰۰۰ مایل (۹٬۷۰۰ کیلومتر) مسیر رفت و برگشتی که اف-۱۱۱ها به سمت هدف پرواز می‌کنند. در عرض چند دقیقه تانکرها توسط بیست و چهار فروند هواپیمای ضربتی F-111F از 48th Tactical Fighter Wing که از فرودگاه لیکن‌هیث پرواز می‌کردند و پنج EF-111A Raven از پایگاه هوایی سلطنتی هایفورد آپر دنبال شدند. شش فروند F-111 و یک EF-111 قطعات یدکی تعیین شده بودند که پس از تکمیل اولین سوخت‌گیری بدون هیچ گونه نقص سیستمی در میان هواپیماهای ضربتی تعیین شده، به پایگاه بازگشتند.

### نیروی دریایی ایالات متحده آمریکا
آمریکا در خلیج سیدرا در ایستگاه بود، اما دریای مرجانی در حال آماده شدن برای ترک دریای مدیترانه بود و با سرعت بالا از اسپانیا بازگشت. هوانوردان نیروی دریایی از زمانی که پخش اخبار قبل از حمله با فهرست کردن زمان مأموریت و مناطق مورد نظر، هرگونه عنصر غافلگیری را از بین بردند. حدود ساعت 01:00 آمریکا شش هواپیمای ضربتی A-6 را با بمب‌های مارک ۸۲ علیه پادگان گارد جماهیریه و شش هواپیمای پشتیبانی ضربتی A-7 پرتاب کرد.دریای مرجانی که در شرق آمریکا فعالیت می‌کرد، به‌طور همزمان ۸فروند A-6 و ۶ فروند F/A-18 را به فضا پرتاب کرد. جنگنده‌های اضافی برای گشت هوایی رزمی (CAP) پرتاب شدند.

## حمله

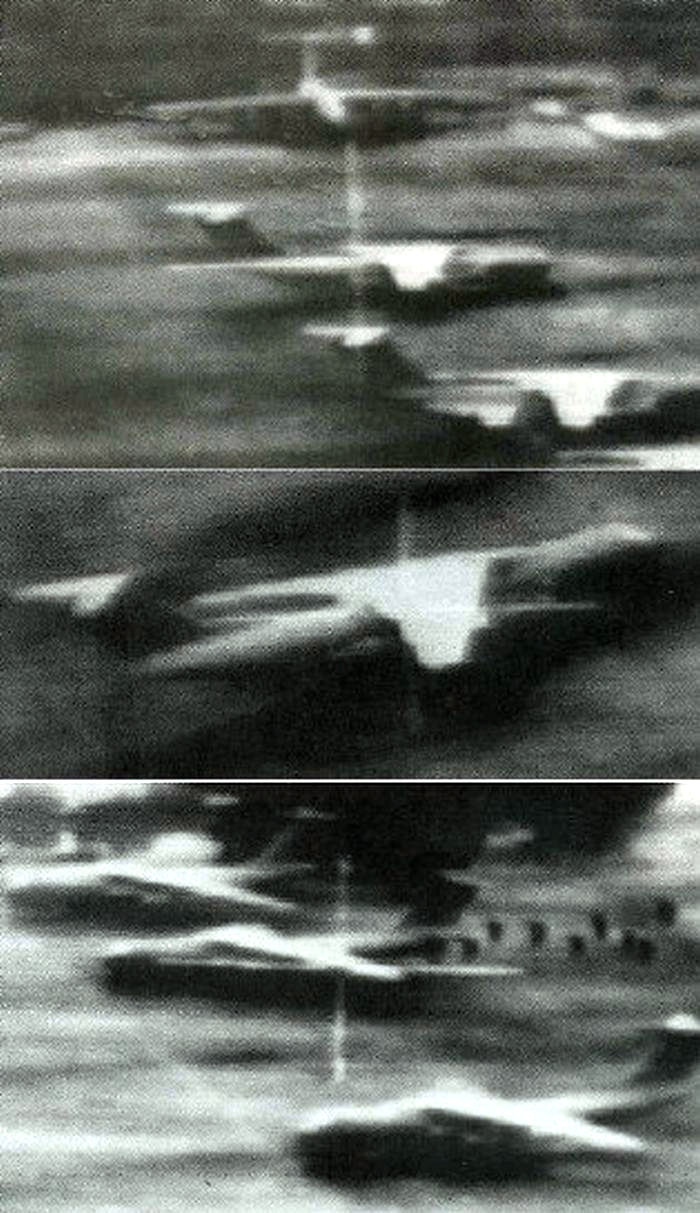
ایلیوشین ایل-۷۶ هدف بمباران قرار گرفت.

این حمله در ساعات اولیه ۱۵ آوریل با اهداف اعلام شده ارسال پیام و کاهش توانایی لیبی برای حمایت و آموزش تروریست‌ها آغاز شد. ریگان هشدار داد که «در صورت لزوم،[آنها] این کار را دوباره انجام خواهند داد.»
پارازیت هماهنگ شده توسط EF-111s و نورثروپ گرومن ئی‌ای-۶بی پراولر در ساعت ۰۱:۵۴ (به وقت لیبی) زیرا A-7s و F/A-18s شروع به پرتاب ای‌جی‌ام-۸۸ هارمو ای‌جی‌ام-۴۵ شرایک برای سرکوب موشک زمین به هوا کردند(SAM). این حمله در ساعت۰۲:۰۰ (به وقت لیبی) آغاز شد و حدود ۱۲دقیقه طول کشید و ۶۰ تن مهمات پرتاب شد. قوانین درگیری بمب افکن‌های F-111 نیازمند شناسایی هدف توسط رادار قبل از رهاسازی بمب برای به حداقل رساندن آسیب‌های جانبی بود. از ۹ فروند F-111 که باب العزیزیه را هدف قرار دادند، تنها سه فروند بمب جی‌بی‌یو-۱۰ خود را روی هدف قرار دادند. یک F-111 توسط ZSU-23-4 لیبیایی بر فراز خلیج سیدرا و یک بمب اف-۱۱۱ پادگان را از دست داد، به سایت‌های دیپلماتیک و غیرنظامی در طرابلس حمله کرد هر سه F-111 که به سیدی بلال اختصاص داده شده بودند، بمب‌های GBU-10 خود را روی هدف رها کردند. یکی از شش فروندF-111 که برای بمباران فرودگاه طرابلس تعیین شده بود، مأموریت خود را به دلیل نقص رادار تعقیب زمین متوقف کرد، اما پنج فروند باقیمانده بمب‌های کشش بالا BSU-49 را پرتاب کردند و دو هواپیمای ترابری Il-76 را منهدم کردند.آمریکا A-6s به آسیب دیده انبار مونتاژ میگ میگ و چهار جعبه را از حمل و نقل را نابود کرد. دو فروند A-6 از دریای کورال مأموریت خود را متوقف کردند، اما پنج فروند A-6 با بمب‌های خوشه ای CBU-59 APAM و یکی با بمب‌های Mk 82 به فرودگاه بنینا اصابت کردند و سه یا چهار میگ، دو هلیکوپتر Mil Mi-8، یک ترابری فوکر اف۲۷ فرندشیپ را منهدم کردند. و یک هواپیمای کوچک بال مستقیم.
برخی از سربازان لیبیایی، بنا به گزارش‌ها، مواضع خود را در ترس و سردرگمی رها کردند و افسران در دادن فرمان کند بودند. آتش ضدهوایی لیبی تا زمانی که هواپیماها از روی اهداف خود عبور کردند آغاز نشد. هیچ جنگنده لیبیایی پرتاب نشد، و پرتاب‌ها و پارازیت‌ها مانع از بازگشت هیچ‌یک از پرتاب‌های ۲کا۱۲ کیوب، اس-۷۵ دوینا، اس-۱۲۵پیچورا، یا موشک کروتال نشدند
در عرض دوازده دقیقه، تمام هواپیماهای ایالات متحده «خیس» شدند و از دریای مدیترانه به بیرون رفتند. هواپیماهای تهاجمی نیروی دریایی تا ساعت ۰۲:۵۳ (به وقت لیبی) روی ناوهای خود بازیابی شدند و هواپیماهای بازمانده نیروی هوایی، به استثنای یک هواپیمای اف۱۱۱ که در روتا، اندلس با موتور بیش از حد گرم شده فرود آمد، به بریتانیا بازگشته بودند. ساعت۱۰:۱۰(به وقت لیبی).

### نیروهای آمریکایی و اهداف
| هدف                                     | هدف                                     | برنامه‌ریزی شده              | برنامه‌ریزی شده                                | واقعی                                   | واقعی                                      | واقعی                                      |
| هدف                                     | هدف                                     | هواپیما                     | بمب‌گذاری                                      | هواپیما                                 | اصابت                                      | از دست دادن                                |
| --------------------------------------- | --------------------------------------- | --------------------------- | --------------------------------------------- | --------------------------------------- | ------------------------------------------ | ------------------------------------------ |
| پادگان باب العزیزیه                     | پادگان باب العزیزیه                     | ۹× F-111F                   | ۳۶× GBU-10 ۲٬۰۰۰ پوند (۹۱۰ کیلوگرم) LGB       | ۳ بمباران شد ۱از دست رفته ۴ سقط ۱باخت   | 13                                         | 3                                          |
| اردوگاه مورات سیدی بلال                 | اردوگاه مورات سیدی بلال                 | ۳× F-111F                   | ۱۲× GBU-10 2000 پوند LGB                      | همه بمباران شدند                        | 12                                         | –                                          |
| فرودگاه طرابلس (fmr.پایگاه هوایی ویلوس) | فرودگاه طرابلس (fmr.پایگاه هوایی ویلوس) | ۶× F-111F                   | ۷۲ × 82 ۵۰۰ پوند (۲۳۰ کیلوگرم) RDB            | ۵ بمباران شد ۱سقط                       | 60                                         | –                                          |
| پادگان جماهیریه (بنغازی).               | پادگان جماهیریه (بنغازی).               | ۷× A-6E                     | ۸۴ × 82 500 Mk پوند RDB                       | ۶ بمباران شد ۱سقط روی عرشه              | 70                                         | 2                                          |
| فرودگاه بنینا                           | فرودگاه بنینا                           | ۸× A-6E                     | ۷۲ × 20 500 Mk پوند CBU 24 82 500 Mk پوند RDB | ۶ بمباران شد ۲ سقط می‌کند                | 60 Mk ۲۰ 12 Mk ۸۲                          | –                                          |
| پدافند هوایی شبکه‌های                    | طرابلس                                  | 6 A-7E                      | ۸شریک ۱۶ آسیب                                 | همه هواپیماها شلیک کردند                | 8 شریک ۱۶ آسیب                             | 8 شریک ۱۶ آسیب                             |
| پدافند هوایی شبکه‌های                    | بنغازی                                  | ۶× F/A-18 VFA-131 و VFA-132 | ۴ شریک ۲۰آسیب                                 | همه هواپیماها شلیک کردند                | 4 شریک ۲۰آسیب                              | 4 شریک ۲۰آسیب                              |
| جمع کل                                  | جمع کل                                  | ۴۵ هواپیما                  | ۳۰۰ بمب ۴۸موشک                                | ۳۵ بمباران شد ۱ از دست رفته ۱باخت ۸ سقط | ۲۲۷ بازدید ۵از دست دادن ۴۸موشک اصابت کننده | ۲۲۷ بازدید ۵از دست دادن ۴۸موشک اصابت کننده |

### پدافند هوایی لیبی
شبکه پدافند هوایی لیبی گسترده بود و شامل موارد زیربود:
- ۴ یگان موشک ضدهوایی برد بلند اس-۲۰۰ آنگارا/وگا/دوبنا با ۲۴ پرتابگر.
- ۸۶ واحد موشکی ضدهوایی اس-۷۵ دوینا و اس-۱۲۵ نوا با ۲۷۶ پرتابگر.
- ۷ یگان موشک ضدهوایی اس-۷۵ دوینا با ۶ موشک انداز در هر واحد که ۴۲ پرتابگر دارد.
- ۱۲ واحد موشک ضدهوایی اس-۱۲۵پیچورا با ۴ موشک انداز در هر واحد که ۴۸ پرتابگر دارد.
- ۳ یگان موشک ضدهوایی ۲کا۱۲ کیوب با ۴۸ پرتابگر.
- ۱ هنگ ضدهوایی 9K33M2 Osa-AK با ۱۶ خودروی پرتاب.
- ۲ واحد ضدهوایی کروتال II با ۶۰ سکوی پرتاب.

## تلفات

### لیبی
معمر قذافی، رهبر لیبی و خانواده‌اش که با تماس تلفنی از قبل هشدار داده شده بود، لحظاتی قبل از شلیک بمب‌ها، با عجله از محل اقامت خود در مجتمع باب العزیزیه خارج شدند. مدتها تصور می‌شد که این تماس از طرف نخست‌وزیر مالت، کارمنو میفسود بونیسی صورت گرفته است. با این حال، نخست‌وزیر ایتالیا بتینو کراشی کسی که در واقع هشدار داد قذافی، با توجه به بود جولیو آندریوتی، وزیر خارجه ایتالیا در آن زمان، و به عبد الرحمن شلقم، لیبی پس از آن سفیر به ایتالیا است. بیانیه شالغام توسط مارگریتا بونیور، مسئول روابط خارجی حزب سوسیالیست کراکسی در آن زمان نیز تأیید شد.
به گفته کادر پزشکی در یک بیمارستان مجاور، دو ده مجروح با لباس نظامی و دو نفر بدون یونیفورم آورده شدند. مجموع تلفات لیبی از جمله تلفات پایگاه‌های هوایی بمباران شده ۶۰نفر تخمین زده شد. یک دختر شیرخوار در میان قربانیان بود. جسد او به خبرنگاران آمریکایی نشان داده شد و به آنها گفته شد که او حنا دختر قذافی است که به تازگی به فرزندخواندگی گرفته شده است. با این حال، شک و تردیدهای زیادی در مورد این ادعا وجود داشت و باقی می‌ماند. او ممکن است نمرده باشد. فرزندخواندگی ممکن است پس از مرگ بوده باشد. یا ممکن است دختر دومی را به فرزندی پذیرفته باشد و پس از مرگ دختر اول به همین نام به او داده باشد.

### آمریکایی
دو نیروی هوایی ایالات متحده کاپیتال فرناندو اِل. ریباس دومینیچی و پل اف. لورنس در اثر سرنگونی جنگنده بمب افکن اف-۱۱۱ کشته شدند. در طول خلیج سیدرا. در ساعات پس از حمله، ارتش ایالات متحده از حدس و گمان در مورد اینکه آیا این جنگنده بمب افکن سرنگون شده است یا خیر، امتناع ورزید، و کاسپار واینبرگر، وزیر دفاع، پیشنهاد کرد که ممکن است دچار مشکل رادیویی شده باشد یا به فرودگاه دیگری منحرف شده باشد. روز بعد،پنتاگون اعلام کرد که دیگر در جستجوی F-111 نیست که گمان می‌رود توسط یک موشک لیبی ساقط شده است. در ۲۵ دسامبر ۱۹۸۸، قذافی از طریق پاپ ژان پل دوم پیشنهاد داد جسد لورنس را به خانواده اش آزاد کند. جسد که در سال ۱۹۸۹ بازگردانده شد، از روی پرونده‌های دندانپزشکی به عنوان جسد ریباس-دومینیچی شناسایی شد. کالبد شکافی انجام شده در اسپانیا تأیید کرد که وی پس از سرنگونی هواپیمای خود بر فراز خلیج سیدرا غرق شده است. لیبی انکار می‌کند که جسد لورنس را در اختیار داشته است. با این حال، برادر لورنس گفت که او و مادرش تصاویر تلویزیونی از یک لیبیایی را دیدند که کلاهی سفید در دست داشت که نام «لورنس» در پشت آن نقش بسته بود. علاوه بر این، ویلیام سی چیسی، که از پادگان باب العزیزیه بازدید کرد، ادعا کرد که دو لباس پرواز و کلاه ایمنی را دیده است که نام‌های «لورنس» و «ریباس-دومینیچی» و همچنین لاشه هواپیمای F-111 آنها حک شده است.

## عواقب

### در لیبی

#### اعلامیه‌های قذافی
قذافی اعلام کرد که «پیروزی نظامی چشمگیر بر آمریکا به دست آورده است» و این کشور رسماً به «جمهوریه عرب لیبی خلق سوسیالیست بزرگ» تغییر نام داد.
قذافی گفت تا زمانی که ریگان در کاخ سفید باشد آشتی بین لیبی و ایالات متحده غیرممکن است. همچنین وی خطاب به ریگان رئیس‌جمهور وقت ایالات متحده گفت: "او دیوانه است. او احمق است. او یک سگ اسرائیلی است.». او همچنین بیان کرد که هیچ برنامه ای برای حمله به ایالات متحده یا اهداف ایالات متحده ندارد. او مدعی شد که ریگان می‌خواست او را بکشد و گفت: «آیا ریگان قصد کشتن من را داشت؟ البته. حمله به خانه من متمرکز شده بود و من در خانه من بودم.»؛ او همچنین توضیح داد که چگونه خانواده اش را نجات داده است.ی در پاسخ به این سؤال که آیا در خطر از دست دادن قدرت است، گفت: واقعاً این گزارش‌ها و نوشته‌ها صحت ندارد. همان‌طور که می‌بینید حال من خوب است و تغییری در کشور ما ایجاد نشده است.»

#### رویدادهای دیگر
دولت لیبی گفت که آمریکا طعمه استکبار و جنون قدرت شده و می‌خواهد پلیس جهان شود. هر حزبی که موافق تبدیل شدن به رعیت آمریکا نباشد، یک یاغی، تروریست و شیطان است.
قذافی یک شورش داخلی را که سازماندهی آن را به عهده ایالات متحده می‌دانست سرکوب کرد، اگرچه به نظر می‌رسید که قذافی برای مدتی در سال‌های۱۹۸۶ و۱۹۸۷ حوزه عمومی را ترک کرد.
پست لیبی از سال ۱۹۸۶ تا ۲۰۰۱ چندین شماره تمبر پستی را به این رویداد اختصاص داد. اولین شماره در ۱۳ ژوئیه ۱۹۸۶ منتشر شد.Scott catalog n.1311 – Michel catalog n.1699). آخرین شماره در سال ۲۰۰۱٬۱۵ آوریل منتشر شد.Scott catalog n.1653 – Michel catalog n.2748–2763).

### تلافی لیبی

#### فوری
لیبی با شلیک دو موشک اسکاد به ایستگاه گارد ساحلی ایالات متحده در جزیره لامپدوزا ایتالیا پاسخ داد که از روی جزیره گذشت و در دریا فرود آمد.

#### بعدها تروریسم مرتبط با لیبی
تنها تغییرات محدودی در تروریسم مرتبط با لیبی وجود داشت.
ادعا می‌شود که دولت لیبی دستور ربودن پرواز ۷۳ پان ام در پاکستان را در ۵ سپتامبر ۱۹۸۶ داده است که منجر به کشته شدن ۲۰ نفر شد. این ادعا تا زمانی که ساندی تایمز در مارس ۲۰۰۴ گزارش داد، آشکار نشد چند روز پس از آن که تونی بلر، نخست‌وزیر بریتانیا، اولین دیدار رسمی یک رهبر غربی از طرابلس را در یک نسل انجام داد.
در می۱۹۸۷، استرالیا دیپلمات‌ها را اخراج کرد و روابط خود را با لیبی قطع کرد و مدعی شد که لیبی به دنبال دامن زدن به خشونت در استرالیا و اقیانوسیه است.
در اواخر سال ۱۹۸۷مقامات فرانسوی یک کشتی تجاری به نام MV Eksund را که در تلاش بود ۱۵۰ تن سلاح شوروی را از لیبی به ارتش جمهوری‌خواه ایرلند (IRA) تحویل دهد، متوقف کردند.
در بیروت لبنان، دو گروگان انگلیسی که توسط سازمان ابونیدال تحت حمایت لیبی نگهداری می‌شدند، لی داگلاس و فیلیپ پدفیلد به همراه یک آمریکایی به نام پیتر کیلبرن برای انتقام به ضرب گلوله کشته شدند. علاوه بر این، جان مک‌کارتی روزنامه‌نگار ربوده شد و پل اپلبی، جهانگرد، در اورشلیم به قتل رسید. یک گروگان انگلیسی دیگر به نام الک کولت نیز در انتقام بمباران لیبی کشته شد. کولت در یک نوار ویدئویی به دار آویخته شده بود. جسد او در نوامبر ۲۰۰۹ پیدا شد.
در ۲۱ دسامبر۱۹۸۸ لیبی پرواز ۱۰۳ پان ام را بمباران کرد که در هوا منفجر شد و پس از انفجار بمب در شهر لاکربی در اسکاتلند سقوط کرد و همه ۲۵۹ سرنشین هواپیما و ۱۱نفر در لاکربی کشته شدند. در ابتدا تصور می‌شد که ایران مسئول بمب‌گذاری در انتقام سرنگونی پرواز ۶۵۵ ایران ایر توسط رزمناو موشکی آمریکایی یو اس اس وینسنس بر فراز خلیج فارس بوده است، اما در سال۱۹۹۱ دو لیبیایی متهم شدند که یکی از آنها به این جنایت محکوم شد. یک حکم بحث‌برانگیز در۳۱ژانویه ۲۰۰۱. دولت لیبی مسئولیت بمب‌گذاری Pan Am Flight 103 در ۲۹ مه ۲۰۰۲ را پذیرفت و ۲٫۷ میلیارد دلار برای غرامت به خانواده‌های ۲۷۰ قربانی پیشنهاد داد. عبدالباسط المقرهی محکوم لیبیایی که از سرطان پروستات مبتلا بود، در اوت۲۰۰۹ توسط دولت اسکاتلند به دلایل دلسوزانه آزاد شد. او در سال۲۰۱۲ درگذشت. در ماه مه ۲۰۱۴، گروهی از بستگان قربانیان لاکربی به مبارزه برای پاکسازی نام المقرحی با بازگشایی مجدد پرونده ادامه دادند.

### واکنش بین‌المللی

#### فوری
این حمله توسط بسیاری از کشورها محکوم شد. مجمع عمومی سازمان ملل متحد با ۷۹رأی موافق، ۲۸رأی مخالف و ۳۳رأی ممتنع، قطعنامه ۴۱/۳۸ را تصویب کرد که «حمله نظامی انجام شده علیه جماهیریه عربی سوسیالیست خلق لیبی در ۱۵ آوریل۱۹۸۶ را محکوم می‌کند که نقض منشور است. سازمان ملل متحد و حقوق بین‌الملل».
در نشستی از جنبش غیرمتعهدها، این جنبش «عمل تجاوزگرانه وحشیانه، آشکار و بی‌دلیل» را محکوم کرد. اتحادیه کشورهای عرب ابراز داشت که از تجاوزات ایالات متحده خشمگین است و این امر موجب تقویت عنصر هرج و مرج در روابط بین‌الملل شده است. مجمع سران کشورهای اتحادیه آفریقا در بیانیه خود اعلام کرد که اقدام عمدی برای کشتن لیبیایی‌ها ناقض اصول حقوق بین‌الملل است. دولت ایران تأکید کرد که این حمله یک سیاست تجاوزکارانه، دیپلماسی قایق‌های توپدار، یک اقدام جنگی است و خواستار تحریم گسترده سیاسی و اقتصادی ایالات متحده شد. برخی دیگر انگیزه ایالات متحده را تلاشی برای از بین بردن انقلاب لیبی می‌دانستند. چین اعلام کرد که حمله آمریکا ناقض هنجارهای روابط بین‌الملل است و تنش در منطقه را تشدید کرده است. اتحاد جماهیر شوروی اعلام کرد که بین این حمله و سیاست ایالات متحده با هدف برانگیختن کانون‌های تنش موجود و ایجاد تنش‌های جدید و بی‌ثبات کردن اوضاع بین‌المللی، ارتباط واضحی وجود دارد. آلمان غربی اعلام کرد که اختلافات بین‌المللی نیازمند راه حل‌های دیپلماتیک و نه نظامی است و فرانسه نیز از این بمباران انتقاد کرد.
برخی ناظران عقیده داشتند که ماده۵۱ منشور ملل متحد محدودیت‌هایی را برای استفاده از زور در استفاده از حق مشروع دفاع مشروع در غیاب اقدام تجاوزکارانه تعیین می‌کند و تأیید می‌کند که چنین اقدامی از سوی لیبی وجود ندارد. متهم شد که ایالات متحده مقررات منشور را برای حل و فصل اختلافات طبق ماده۳۳ کامل نکرده است.وال استریت ژورنال اعتراض کرد که اگر سایر کشورها ماده۵۱ را مانند ایالات متحده آمریکا سرسختانه به کار گیرند،"دولت نیکاراگوئه، با پیش بینی بسیار منطقی که ایالات متحده در حال برنامه ریزی برای حمله به خاک خود است، حق دارد واشنگتن را بمباران کند." دنیس هیلی، وزیر امور خارجه سایه بریتانیا، به ای‌بی‌سی نیوز گفت که «با همین منطق دفاعی در برابر حملات آینده، بریتانیا می‌تواند بلوک‌های آپارتمانی در نیویورک و شیکاگو را به این دلیل که حاوی افرادی است که پول و تجهیزات نظامی برای ارتش جمهوری‌خواه ایرلند ارسال می‌کردند، بمباران کند."
برخی دیگر اظهار داشتند که لیبی دربمباران دیسکوتک برلین غربی بی گناه بوده است.
ایالات متحده از بریتانیا، کانادا، استرالیا، اسرائیل و ۲۵ کشور دیگر حمایت دریافت کرد. دکترین اعلان جنگ به آنچه که «پناهگاه تروریست‌ها» می‌خواند تا سال ۱۹۹۸ که رئیس‌جمهور بیل کلینتون دستور حمله به شش اردوگاه تروریستی در افغانستان را صادر کرد، تکرار نشد. موافقت مارگارت تاچر با استفاده از پایگاه‌های نیروی هوایی سلطنتی منجر به انتقادات عمومی قابل توجهی شد، از جمله داستان بی‌سابقه‌ای در ساندی تایمز که نشان می‌داد ملکه از یک نخست‌وزیر «بی‌اهمیت» ناراحت است. با این حال، آمریکایی‌ها به شدت از تاچر حمایت کردند و روابط ویژه دیرینه بین ایالات متحده و بریتانیا تقویت شد.
اگرچه اتحاد جماهیر شوروی ظاهراً با لیبی دوست بود، اما در زمان بمباران لیبی، دوگانگی فزاینده خود را نسبت به لیبی در ارتباطات عمومی آشکار کرده بود. قذافی سابقه حمله لفظی به برنامه‌های سیاست و ایدئولوژی اتحاد جماهیر شوروی را داشت و اغلب درگیر مداخلات بین‌المللی و مداخلاتی بود که در تضاد با اهداف شوروی در حوزه‌های مختلف بود. در دوره‌ای که اتحاد جماهیر شوروی ظاهراً تلاش می‌کرد تا یک تلاش دیپلماتیک ظریف را رهبری کند که می‌توانست بر وضعیت جهانی آن تأثیر بگذارد، ارتباط نزدیک با هوس‌های قذافی به یک مسئولیت تبدیل شد.
در کل بحران، اتحاد جماهیر شوروی به صراحت اعلام کرد که به لیبی کمک بیشتری به جز تأمین تسلیحات و مهمات اولیه نخواهد کرد. علیرغم عملیات مستمر آمریکا در خلیج سیدرا و اطلاع قبلی از احتمال حمله ایالات متحده، هیچ تلاشی برای ارعاب نظامی ایالات متحده نکرد. اتحاد جماهیر شوروی این رویداد را کاملاً نادیده نگرفت و این اقدام «وحشیانه» و «وحشیانه» ایالات متحده را محکوم کرد.
پس از حمله، مسکو سفر برنامه‌ریزی شده ادوارد شواردنادزه وزیر امور خارجه به ایالات متحده را لغو کرد. در عین حال، به وضوح نشان داد که نمی‌خواهد این اقدام بر مذاکرات دربارهٔ نشست تابستانی آتی بین ایالات متحده و اتحاد جماهیر شوروی و برنامه‌های آن برای توافق‌های جدید کنترل تسلیحات تأثیر بگذارد.
رمزی کلارک، دادستان کل سابق ایالات متحده، برای شهروندان لیبیایی که در بمباران توسط ایالات متحده با استفاده از پایگاه‌های هوایی بریتانیا کشته یا مجروح شده بودند، بر اساس قوانین بین‌المللی علیه ایالات متحده و بریتانیا در دادگاه فدرال ایالات متحده شکایت کرد. این شکایت به عنوان بیهوده رد شد. درخواست تجدیدنظر بعدی رد شد و تحریم‌های پولی علیه کلارک مجاز شد

#### پاسخ سازمان ملل
هر سال، حداقل بین سال‌های۱۹۹۴ تا۲۰۰۶،مجمع عمومی سازمان ملل متحد اعلامیه‌ای از سوی سازمان وحدت آفریقا در مورد این حادثه اما به‌طور سیستماتیک بحث را سال به سال به تعویق انداخت تا به‌طور رسمی آن را کنار بگذارد (همراه با چندین موضوع دیگر) که به‌طور مشابه برای سالها تغییر برنامه‌ریزی شده بود) در سال 2005.

#### اولین سالگرد
در اولین سالگرد بمباران، آوریل ۱۹۸۷، فعالان چپ اروپا و آمریکای شمالی برای بزرگداشت این سالگرد گرد هم آمدند. پس از یک روز شبکه اجتماعی و فرهنگی با مردم محلی لیبی، از جمله بازدید از خانه بمب‌گذاری شده قذافی، این گروه به همراه سایر لیبیایی‌ها برای مراسم بزرگداشتی گرد هم آمدند.

#### نظر ۲۰۰۹
در ژوئن ۲۰۰۹، سرهنگ قذافی در جریان سفر به ایتالیا، از سیاست خارجی آمریکا انتقاد کرد و در مورد تفاوت بین حملات القاعده و بمباران طرابلس در سال ۱۹۸۶ توسط ایالات متحده، اظهار داشت: "اگر اسامه بن لادن، رهبر القاعده، هیچ چیزی نداشته باشد. ایالتی و قانون‌شکن است، آمریکا کشوری با قوانین بین‌المللی است.»

### تسویه مطالبات
در ۲۸ مه۲۰۰۸، ایالات متحده مذاکرات با لیبی را در مورد توافقنامه جامع دعاوی برای حل و فصل دعاوی معوق اتباع آمریکایی و لیبیایی علیه هر کشور در دادگاه‌های مربوطه خود آغاز کرد. سیف الاسلام پسر قذافی در ژوئیه همان سال علناً اعلام کرد که توافقی در حال مذاکره است.در ۱۴ اوت۲۰۰۸، توافقنامه جامع حل و فصل دعاوی بین ایالات متحده و لیبی در طرابلس توسط دیوید ولش دستیار وزیر امور خارجه در امور خاور نزدیک وتوسط وزیر امور آمریکا احمد فیتوری لیبی امضا شد
در اکتبر ۲۰۰۸، لیبی پرداخت $ آمریکا ۱٫۵میلیارد (در سه قسط از $ ۳۰۰میلیون دلار اکتبر ۲۰۰۸٬۶۰۰میلیون $ اکتبر ۲۰۰۸، و ایالات متحده ۶۰۰میلیون $ ۳۱ اکتبر ۲۰۰۸ ۹ در ۳۰) را به یک صندوق استفاده می‌شود به جبران قربانیان زیر و بستگان آنها:
- قربانیان بمب‌گذاری لاکربی که پس از پرداخت ۸ میلیون دلار پیش از این به هر یک ۲ میلیون دلار اضافی داده شد.[۶۰]
- قربانیان آمریکایی بمب‌گذاری در دیسکوتک برلین در سال 1986;[۶۰]
- قربانیان آمریکایی بمب‌گذاری در پرواز 772 UTA در سال 1989.[۶۰] و،
- قربانیان لیبیایی بمباران طرابلس و بنغازی توسط ایالات متحده در سال 1986.[۶۰]

لیبی برای پرداخت این تسویه حساب، ۱٫۵ میلیارد دلار از شرکت‌های نفتی جهانی که در میادین نفتی لیبی فعالیت می‌کنند، درخواست کرد، زیرا تهدید به «عواقب جدی» اجاره‌نامه‌های آنها خواهد شد. شهرک سازی لیبی حداقل تا حدی توسط چندین شرکت، از جمله برخی مستقر در ایالات متحده، که تصمیم گرفتند با تقاضای لیبی همکاری کنند، تأمین می‌شد.
در ۴ اوت۲۰۰۸، رئیس‌جمهور جورج دبلیو بوش قانون حل و فصل دعاوی لیبی را امضا کرد، که به اتفاق آرا کنگره را در ۳۱ ژوئیه تصویب کرد. در صورتی که وزیر امور خارجه تأیید کند که دولت ایالات متحده بودجه کافی برای حل و فصل ادعاهای مرگ و جراحات جسمی مرتبط با تروریسم علیه لیبی دریافت کرده است، این قانون احیای مصونیت‌های حاکمیتی، دیپلماتیک و رسمی لیبی را در مقابل دادگاه‌های ایالات متحده پیش‌بینی می‌کرد.
در ۱۴آگوست۲۰۰۸، ایالات متحده و لیبی توافقنامه جامع حل و فصل دعاوی را امضا کردند. روابط دیپلماتیک کامل بین دو کشور برقرار شد.
در سال۱۹۸۶، گروه پانک هاردکور The Meatmenبه عدم همکاری فرانسوی‌ها با این حمله در آهنگ خود "French People Suck" اشاره کرد: "فرانسوی‌ها مک می‌کنند، من فقط باید بگویم/باعث شدم خلبانان جت جنگنده از سر راهشان پرواز کنند." این آهنگ در آلبوم Rock & Roll Juggernaut(کارولاین رکوردز) ظاهر می‌شود.
در سال۱۹۸۷،نیل یانگ آهنگ «تعطیلات میانه» را از آلبوم زنده خود به نام زندگی دربارهٔ بمب‌گذاری نوشت
در سومین آلبوم استودیویی راجر واترز،تفریح تا سرحد مرگ آهنگ‌های Late Home Tonight,Part I و Late Home Tonight,Part II، بمباران را از دیدگاه دو «همسر معمولی» و یک خلبان جوان آمریکایی F-111 به یاد می‌آورد.
در کتاب بازی شیر اثر نلسون دمیل که در سال۲۰۰۰ منتشر شد، شرح مفصل اما تخیلی از این حمله از دیدگاه یکی از قهرمانان اصلی کتاب وجود دارد.

## مطالعهٔ بیشتر
- کوگان، چارلز جی."پاسخ قوی به ضعیف: حمله آمریکا به لیبی، ۱۹۸۶".اطلاعات و امنیت ملی ۶#3 (1991): ۶۰۸–۶۲۰.
- کوهن، دیوید بی، و کریس جی دولان."بازبینی دره الدورادو: تروریسم، دولت ریگان و بمباران لیبی در سال ۱۹۸۶." مطالعات کاخ سفید ۵#2 (2005): ۱۵۳–۱۷۵.
- لهام، نیکلاس.بمباران لیبی توسط آمریکا: بررسی نیروی محاسبات اشتباه در سیاست خارجی ریگان (مک فارلند، ۲۰۰۷).
- استانیک، جوزف تی."اولین حمله آمریکا علیه تروریسم" تاریخ دریایی ۲۵#1 (2011): ۲۴+
- Zilian, Frederick, Jr."The Raid US on Libya – and NATO", Orbis (Autumn 1986), pp. 499-519
- زیمرمن، تیم. بمباران لیبی توسط آمریکا: موفقیتی برای دیپلماسی اجباری؟ " Survival 29#3 (1987): 195-214.